# Premio al mejor deportista de Chile
El Premio al mejor deportista de Chile es un premio entregado anualmente por el Círculo de Periodistas Deportivos de Chile (CPD), desde 1951, al mejor entre los mejores deportistas chilenos. Entre todas las federaciones deportivas chilenas se elige al mejor deportista de cada disciplina, quienes reciben el «Cóndor de bronce»; entre estos, los periodistas deportivos eligen al ganador del «Cóndor de oro», premio que lo distingue como el mejor deportista de Chile.
El deportista más galardonado con este premio es el extenista Fernando González, quien lo recibió en 3 oportunidades (2004, 2007 y 2008). Desde 2012, se premia, además, al mejor deportista paralímpico, siendo, hasta ahora, el nadador Alberto Abarza (2018 y 2021) y la canoista Katherinne Wollermann (2023 y 2024), los mayores ganadores, con 2 trofeos cada uno.

## Deportes premiados
Los deportes que son premiados son ajedrez, atletismo, automovilismo, bádminton, balonmano, básquetbol, béisbol, bochas, bowling, boxeo profesional, boxeo amateur, canotaje, ciclismo, deportes submarinos, equitación, esgrima, esquí, esquí náutico, fútbol profesional, fútbol amateur, gimnasia, golf, halterofilia, hípica, hockey sobre césped, hockey patín, judo, karate, lucha, motociclismo, natación, navegación a vela, deportes paralímpicos, patín carrera, pelota vasca, Pentatlón moderno, polo, remo, rodeo, rugby, sóftbol, squash, surf, taekwondo, tenis, tenis de mesa, tiro al blanco, tiro al vuelo, tiro con arco, triatlón, vóleibol y vóleibol playa. De estas disciplinas salen los ganadores del mejor deportista y mejor deportista paralímpico del año.

## Ganadores
En la siguiente tabla se encuentran los deportistas que han recibido este galardón.
| Año  | Deportista              | Deporte                               |
| ---- | ----------------------- | ------------------------------------- |
| 1951 | Gustavo Ehlers          | Atletismo                             |
| 1952 | Luis Ayala              | Tenis                                 |
| 1953 | Hilda Ramos             | Básquetbol                            |
| 1954 | No fue entregado        | No fue entregado                      |
| 1955 | No fue entregado        | No fue entregado                      |
| 1956 | No fue entregado        | No fue entregado                      |
| 1957 | No fue entregado        | No fue entregado                      |
| 1958 | No fue entregado        | No fue entregado                      |
| 1959 | No fue entregado        | No fue entregado                      |
| 1960 | Eliana Gaete            | Atletismo                             |
| 1961 | Gilberto Navarro        | Tiro al vuelo                         |
| 1962 | Irene Velásquez         | Básquetbol                            |
| 1963 | Américo Simonetti       | Equitación Voleibol playa             |
| 1964 | Ricardo Vidal           | Atletismo                             |
| 1965 | Godfrey Stevens         | Boxeo                                 |
| 1966 | Jorge Jottar            | Tiro al vuelo                         |
| 1967 | Iván Moreno             | Atletismo                             |
| 1968 | Luis Salvadores Salvi   | Básquetbol                            |
| 1969 | Luis Salvadores Salvi   | Básquetbol                            |
| 1970 | Pradelia Delgado        | Atletismo                             |
| 1971 | Raúl Choque             | Pesca submarina                       |
| 1972 | Miriam Yutronic         | Atletismo                             |
| 1972 | Héctor Bravo            | Esgrima                               |
| 1973 | Alejandro Urrutia       | Ciclismo                              |
| 1974 | Hernán Haddad           | Atletismo                             |
| 1975 | Alejandra Ramos         | Atletismo                             |
| 1976 | Alejandra Ramos         | Atletismo                             |
| 1977 | Patricio Cornejo        | Tenis                                 |
| 1978 | Eliseo Salazar          | Automovilismo                         |
| 1979 | Fernando Vera           | Ciclismo                              |
| 1980 | Daniel Walker           | Equitación                            |
| 1981 | Elías Figueroa          | Fútbol                                |
| 1982 | Jaime Fillol            | Tenis                                 |
| 1983 | Emilio Ulloa            | Atletismo                             |
| 1983 | Alejandro Flores        | Deportes submarinos                   |
| 1984 | Gert Weil               | Atletismo                             |
| 1985 | Omar Aguilar            | Atletismo                             |
| 1986 | Hans Gildemeister       | Tenis                                 |
| 1987 | Alfonso de Iruarrizaga  | Tiro al vuelo                         |
| 1988 | Alfonso de Iruarrizaga  | Tiro al vuelo                         |
| 1989 | Cristián Bustos         | Triatlón                              |
| 1990 | Carmen Gloria Bezanilla | Atletismo                             |
| 1991 | Francisco Fuentes       | Hockey patín                          |
| 1992 | Iván Zamorano           | Fútbol                                |
| 1993 | Marcelo Ríos            | Tenis                                 |
| 1994 | Sebastián Keitel        | Atletismo                             |
| 1995 | Marcela Cáceres         | Patín carrera                         |
| 1996 | Sebastián Rozental      | Fútbol                                |
| 1997 | Marcelo Salas           | Fútbol                                |
| 1998 | Marcelo Ríos            | Tenis                                 |
| 1999 | Érika Olivera           | Atletismo                             |
| 2000 | Carlo de Gavardo        | Motociclismo                          |
| 2001 | Nicole Perrot           | Golf                                  |
| 2002 | Miguel Cerda            | Remo                                  |
| 2002 | Christian Yantani       | Remo                                  |
| 2003 | Nicolás Massú           | Tenis                                 |
| 2004 | Nicolás Massú           | Tenis                                 |
| 2004 | Fernando González       | Tenis                                 |
| 2005 | Alberto González        | Vela                                  |
| 2005 | Felipe Piña             | Gimnasia                              |
| 2006 | Matías Fernández        | Fútbol                                |
| 2007 | Fernando González       | Tenis                                 |
| 2008 | Fernando González       | Tenis                                 |
| 2009 | Kristel Köbrich         | Natación                              |
| 2010 | Tomás González          | Gimnasia                              |
| 2011 | Denisse van Lamoen      | Tiro con arco                         |
| 2012 | Cristian Valenzuela     | Atletismo paralímpico                 |
| 2012 | Tomás González          | Gimnasia                              |
| 2013 | Felipe Miranda          | Esquí acuático                        |
| 2014 | María José Moya         | Patín carrera                         |
| 2014 | Juan Carlos Garrido     | Levantamiento de potencia paralímpico |
| 2015 | Claudio Bravo           | Fútbol                                |
| 2016 | Bárbara Riveros         | Triatlón                              |
| 2016 | Jorge Carinao           | Levantamiento de potencia paralímpico |
| 2017 | Arley Méndez            | Halterofilia                          |
| 2017 | Amanda Cerna            | Atletismo paralímpico                 |
| 2018 | Joaquín Niemann         | Golf                                  |
| 2018 | Alberto Abarza          | Natación paralímpica                  |
| 2019 | Joaquín Niemann         | Golf                                  |
| 2019 | Christiane Endler       | Fútbol                                |
| 2019 | Francisca Mardones      | Atletismo paralímpico                 |
| 2020 | No fue entregado        | No fue entregado                      |
| 2021 | Guillermo Pereira       | Golf                                  |
| 2021 | Alberto Abarza          | Natación paralímpica                  |
| 2022 | Esteban Grimalt         | Vóleibol playa                        |
| 2022 | Marco Grimalt           | Vóleibol playa                        |
| 2022 | Vicente Almonacid       | Natación paralímpica                  |
| 2023 | Nicolás Jarry           | Tenis                                 |
| 2023 | Antonia Abraham         | Remo                                  |
| 2023 | Melita Abraham          | Remo                                  |
| 2023 | Katherinne Wollermann   | Canotaje paralímpico                  |
| 2023 | Francisco Cayulef       | Tenis paralímpico                     |
| 2024 | Francisca Crovetto      | Tiro al vuelo                         |
| 2024 | Katherinne Wollermann   | Canotaje paralímpico                  |

## Mejor deportista extranjero
Entre 2005 y 2019, el Círculo de Periodistas Deportivos de Chile determinó ampliar la nómina de deportistas destacados, incluyendo al Mejor deportista extranjero.
| Año  | Deportista             | Deporte       | Club                 |
| ---- | ---------------------- | ------------- | -------------------- |
| 2005 | José María Buljubasich | Fútbol        | Universidad Católica |
| 2006 | Andrei Sartassov       | Ciclismo      | —                    |
| 2007 | Ramón Ferreyros        | Automovilismo | —                    |
| 2008 | Lucas Barrios          | Fútbol        | Colo-Colo            |
| 2009 | Juan Manuel Olivera    | Fútbol        | Universidad de Chile |
| 2012 | Matías Rodríguez       | Fútbol        | Universidad de Chile |
| 2014 | Justo Villar           | Fútbol        | Colo-Colo            |
| 2015 | Justo Villar           | Fútbol        | Colo-Colo            |
| 2016 | Diego Buonanotte       | Fútbol        | Universidad Católica |
| 2017 | Yeferson Soteldo       | Fútbol        | Huachipato           |
| 2018 | Eduard Bello           | Fútbol        | Deportes Antofagasta |
| 2019 | Matías Dituro          | Fútbol        | Universidad Católica |